# Wojciech Załuski (żużlowiec)
Wojciech Załuski (ur. 22 lutego 1963 w Opolu) – polski żużlowiec.

## Życiorys
Zawodnik Kolejarza Opole, wielokrotny medalista zawodów rangi mistrzowskiej. Karierę rozpoczynał w opolskiej szkółce, gdzie obok niego swoich sił próbował także późniejszy prezes klubu, a obecnie wraz z Piotrem Żyto organizator corocznych żużlowych gal lodowych, Andrzej Hawryluk. Licencję żużlową uzyskał jako 18-latek w 1981 roku. Jeszcze w tym samym sezonie po raz pierwszy wystąpił w zawodach żużlowych. Było to podczas Indywidualnych Mistrzostw Polski Kolejowych Klubów Sportowych. Tam podczas jednej z rund wywalczył 2 punkty i zajął 16. miejsce. Jest jedynym zawodnikiem Kolejarza Opole, który wywalczył tytuł Indywidualnego Mistrza Polski. W swojej karierze występował także w Sparcie Wrocław, gdzie trzykrotnie wraz z drużyną zdobywał tytuł DMP oraz Wybrzeżu Gdańsk. W 1987 roku został najlepszym jeźdźcem II ligi pod względem średniej biegowej. Ostatnie lata swojej kariery spędził w rodzimym Opolu, gdzie po 2002 roku zakończył swoją karierę.

## Osiągnięcia
- Mistrzostwa Świata Par
  - 1991 7. miejsce (wraz z Ryszardem Dołomisiewiczem i Piotrem Świstem) → wyniki
- Indywidualne Mistrzostwa Polski
  - 1985 7. miejsce → Indywidualne Mistrzostwa Polski
  - 1987 16. miejsce → Indywidualne Mistrzostwa Polski
  - 1989 1. miejsce → Indywidualne Mistrzostwa Polski
  - 1990 4. miejsce → Indywidualne Mistrzostwa Polski
  - 1991 2. miejsce → Indywidualne Mistrzostwa Polski
  - 1994 7. miejsce → Indywidualne Mistrzostwa Polski
  - 1997 10. miejsce → Indywidualne Mistrzostwa Polski
- Młodzieżowe Indywidualne Mistrzostwa Polski
  - 1983 15. miejsce → Młodzieżowe Indywidualne Mistrzostwa Polski
  - 1984 1. miejsce → Młodzieżowe Indywidualne Mistrzostwa Polski
- Złoty Kask
  - 1985 10. miejsce → Złoty Kask
  - 1987 7. miejsce → Złoty Kask
  - 1989 1. miejsce → Złoty Kask
  - 1992 5. miejsce → Złoty Kask
  - 1993 6. miejsce → Złoty Kask
  - 1997 13. miejsce → Złoty Kask
- Srebrny Kask
  - 1984 2. miejsce → Srebrny Kask

## Mistrzostwa Polski

### Drużynowe Mistrzostwa Polski - Sezon Zasadniczy Najwyższej Klasy Rozgrywkowej[1]
| Sezon | Klub                  | Miejsce | Liga   | Średnia/bg | Średnia/mc | Pkt      | Bonusy | Razem    | Komplety    | Biegi | Mecze |
| ----- | --------------------- | ------- | ------ | ---------- | ---------- | -------- | ------ | -------- | ----------- | ----- | ----- |
| 1981  | Kolejarz Opole        | 6       | I Liga | 0          | 0          | 0 (119)  | 0      | 0 (119)  | 0           | 1     | 1     |
| 1982  | Kolejarz Opole        | 4       | I Liga | 0,830 (73) | 2,267 (67) | 34 (65)  | 5      | 39 (67)  | 0           | 47    | 15    |
| 1983  | Kolejarz Opole        | 6       | I Liga | 1,590 (41) | 5,500 (40) | 77 (44)  | 20     | 97 (37)  | 0           | 61    | 14    |
| 1984  | Kolejarz Opole        | 6       | I Liga | 1,975 (25) | 8,294 (27) | 141 (24) | 15     | 156 (23) | 1 - (1 pł.) | 79    | 17    |
| 1985  | Kolejarz Opole        | 9       | I Liga | 2,179 (14) | 12,133 (8) | 182 (14) | 1      | 183 (15) | 1           | 85    | 15    |
| 1986  | Kolejarz Opole        | 10      | I Liga | 2,084 (17) | 10,625 (9) | 170 (17) | 3      | 173 (20) | 1           | 83    | 16    |
| 1988  | Kolejarz Opole        | 10      | I Liga | 2,417 (7)  | 12,889 (3) | 116 (29) | 0      | 116 (33) | 2           | 48    | 9     |
| 1992  | Sparta-Aspro Wrocław  | 7       | I Liga | 1,815 (32) | 8,375 (21) | 134 (15) | 13     | 147 (17) | 0           | 81    | 16    |
| 1993  | Sparta-Polsat Wrocław |         | I Liga | 1,759 (24) | 8,353 (18) | 142 (17) | 11     | 153 (17) | 1           | 87    | 17    |
| 1994  | Sparta-Polsat Wrocław |         | I Liga | 1,802 (25) | 7,500 (26) | 135 (22) | 11     | 146 (23) | 0           | 81    | 18    |
| 1995  | Sparta-Polsat Wrocław |         | I Liga | 1,652 (30) | 6,250 (35) | 100 (36) | 14     | 114 (37) | 1 - (1 pł.) | 69    | 16    |
| 1996  | Atlas-Polsat Wrocław  | 5       | I Liga | 1,794 (26) | 7,333 (27) | 110 (28) | 12     | 122 (26) | 0           | 68    | 15    |

W nawiasie miejsce w danej kategorii (przy założeniu, że zawodnik odjechał minimum 50% spotkań w danym sezonie)